# سایپا اسکندریه
سایپا اسکندریه یک سایت تولیدی خودرو متعلق به سایپا در اسکندریه، عراق است. سایپا حدوداً ۱۰٪ بازار خودروی عراق را در اختیار دارد. شرکت عراقی نباء الزمزم همکار سایپا در این شرکت است.این کارخانه هم‌اکنون پراید و تیبا تولید می‌کند.